# Brolæggerjomfru
En brolæggerjomfru er et stamperedskab, der benyttes til at banke f.eks. brosten eller fliser ned i højde, så man opnår et jævnt lag.